# Ban Chiang
Ban Chiang es un yacimiento arqueológico que se encuentra ubicado al nordeste de Tailandia, en el distrito de Nong Han, en la meseta de  Khorat, provincia de Udon Thani. El yacimiento ha sido declarado como Patrimonio de la Humanidad por la UNESCO en el año 1992.

## El yacimiento
El yacimiento fue descubierto en el año 1957, aunque las primeras excavaciones de tipo científico no se iniciaron hasta 1967, después de que en el año 1966 se hubiesen localizado algunos restos en la superficie del yacimiento, siendo descubierta durante las mismas una importante necrópolis. Una primera datación efectuada por termoluminescencia sobre los restos cerámicos hallados arrojó una datación aproximada hacia el 5000 a. C., lo que atrajo rápidamente el interés de la comunidad científica internacional. Uno de los principales motivos era el que, hasta el descubrimiento del yacimiento, se pensaba erróneamente que el sudeste de Asia era una zona que no ofrecía interés cultural durante la Edad del Bronce.
Sin embargo, ulteriores investigaciones efectuadas en 1974 por el arqueólogo tailandés Pisit Charoenwongsa y el arqueólogo estadounidense Chester F. Gorman (Universidad de Pensilvania) modificaron la datación anterior, dando una nueva fecha para la ocupación del yacimiento, que sería posterior al 2500 a. C. para los niveles más antiguos del yacimiento, alcanzando hasta el 300 de nuestra era para los vestigios más recientes.
Numerosos esqueletos fueron exhumados durante las excavaciones. Dichos esqueletos se hallaban acompañados por diverso mobiliario funerario, formado por objetos de bronce, así como por gran número de objetos cerámicos decorados con motivos geométricos incisos, en colores rojo y negro, sobre el fondo rosáceo de la cerámica.
Los depósitos funerarios pueden ser distribuidos en tres períodos distintos. El primer período, el más antiguo, abarcaría del 2500 al 1000 a. C. El período medio abarcaría el último milenio; mientras que el período reciente cubriría hasta el 300 de nuestra era.
La producción de objetos de bronce queda probada al menos desde el período intermedio. No obstante, hallazgos en la zona han permitido poner en duda la versión tradicional en la historiografía de que el hallazgo del bronce tuvo lugar en Oriente Próximo, ya que en Ban Chang se han hallado algunos restos que se remontan al 4500 a. C. Las bellas cerámicas ornadas con motivos en espiral pertenecen ya al período reciente.
En 1999 se conoció el hallazgo el norte de Tailandia de diversas joyas y otros elementos poseedores de características similares a las los períodos más recientes del yacimiento de Ban Chiang.

## Protección
En 1992, el yacimiento de Ban Chiang fue declarado como Patrimonio de la Humanidad por la UNESCO, por ser considerado el más importante asentamiento prehistóricos descubierto hasta la fecha en el sudeste de Asia.